# Medicinski fakultet u Zagrebu
Medicinski fakultet u Zagrebu je najveći i najstariji medicinski fakultet u Hrvatskoj.

## Povijest
Prvi zahtjevi za osnivanjem medicinskog studija u Hrvatskoj sežu u 1790. godinu. Unatoč svemu, prvi napori za osnivanjem medicinskoga fakulteta u Hrvatskoj mogu se pronaći tek sredinom druge polovice 19. stoljeća. Naime, Hrvatski sabor je 13. siječnja 1874. proglasio Zakonski članak ob ustrojstvu sveučilišta Franje Josipa I. u Zagrebu od 5. siječnja 1874., kojim su u okviru Sveučilišta utemeljena četiri fakulteta: Bogoslovni, Pravno-državoslovni, Mudroslovni i Liječnički fakultet. 
Sveučilište je 19. listopada 1874. otvorio ban Ivan Mažuranić. Prva dva spomenuta fakulteta već su bila praktički uređena kao četverogodišnji studij, Mudroslovni fakultet je počeo rad upisom studenata prvog godišta, dok je otvaranje Liječničkog fakulteta ostavljeno za kasnije čim se osiguraju sredstva za njegovo djelovanje. Tako je osnivanje prvog i dotad jedinog medicinskog fakulteta u Hrvatskoj moralo pričekati više od 40 godina od osnivanja modernog Hrvatskog sveučilišta u Zagrebu.
Na sjednici Hrvatskog sabora 25. siječnja 1917. narodni zastupnik Milan Rojc iznio je prijedlog za osnivanje medicinskog fakulteta. Krajem iste godine 13. studenog 1917. Hrvatski sabor donio je odluku o osnivanju Medicinskog fakulteta te predložio Dvorskoj kancelariji u Beču tri profesora-osnivača sa zadaćom da urede Fakultet, postave dekana i brinu se za popunjavanje katedara. Prvi profesori na fakultetu tako su postali: dr. Teodor Wickerhauser, dr. Miroslav Čačković i dr. Dragutin Mašek.
Najznačajniji događaj za Medicinski fakultet u Zagrebu zbio se 17. prosinca 1917. kada je Zemaljska vlada, odnosno Odjel za bogoštovlje i nastavu odredio saziv prve konferencije nastavnika u vezi s predavanjima za prvi semestar nastave na Medicinskom fakultetu u Zagrebu. Ovaj se datum danas slavi kao Dan Medicinskog fakulteta.
Medicinski fakultet u Zagrebu službeno je počeo s radom 12. siječnja 1918. kada je dr. Drago Perović održao u auli Sveučilišta prvo predavanje pod naslovom O smjeru nastavnog i znanstvenog rada u anatomiji.
Ubrzo je slijedio nagli razvoj i popunjavanje katedara i osnivanje klinika na Medicinskom fakultetu: Interna klinika (1920.), Klinika za ženske bolesti i porode (1920.), Neuropsihijatrijska klinika (1921.), Klinika za bolesti uha, nosa i grla (1921.), Klinika za dječje bolesti (1922.), Klinika za kožne i spolne bolesti (1922.), Klinika za ortopediju (1922.), Klinika za bolesti usta, zubi i čeljusti (1922.), Zavod za rendgenologiju i radnu terapiju (1922.).
Kako se Medicinski fakultet razvijao i širio svoje djelatnosti javila se težnja za obnovom i izgradnjom novih prostora na Šalati. Izgradnjom novog objekta na Šalati, Medicinski fakultet je otvorio novi prostor za službe Dekanata, nove predavaonice, studentske prostorije, restoran za studente, čitaonicu, a dobar dio knjižničkog fonda iz stare preselio je u novu knjižnicu. Službeno otvaranje novog objekta zbilo se na Dan mladosti 25. svibnja 1981. godine u povodu 40 godišnjice ustanka naroda Jugoslavije kada je pred novoobnovljenom zgradom Medicinskoga fakulteta otkrivena skulptura Djevojka s knjigom akademskog kipara Frana Kršinića simbolizirajući staru poruku u novom okruženju svima koji dolaze na medicinu i žele studirati. 

## Ustrojstvo
Medicinski fakultet Sveučilišta u Zagrebu kao javno visoko učilište ustrojava i izvodi sveučilišne studije, znanstveni i visokostručni rad u znanstvenom i obrazovnom području biomedicine, kliničke medicine i javnog zdravstva. Ustrojbene jedinice fakulteta su sljedeće:
- Škola narodnog zdravlja "Andrija Štampar"
- Hrvatski institut za istraživanje mozga
- Nastavne ustrojbene jedinice (katedre, klinike, klinički zavodi, nastavne baze)
- Znanstvene ustrojbene jedinice (zavodi, centri, laboratoriji, odsjeci)
- Stručno - administrativna ustrojbena jedinica (tajništvo)
- Knjižnice (Središnja medicinska knjižnica, Knjižnica "Andrija Štampar", pridružene knjižnice)

Središnja zgrada, tj. dekanat Medicinskog fakulteta u Zagrebu nalazi se na Šalati, gdje su također smješteni zavodi općeobrazovnih i temeljnih medicinskih predmeta, te nekih pretkliničkih predmeta. Nastava kliničkih predmeta obavlja se najvećim dijelom u klinikama Kliničkog bolničkog centra Zagreb (Šalata, Rebro i Petrova ulica), klinikama i zavodima kliničkih bolnica "Sestre milosrdnice", Merkur i "Dubrava", te u drugim zdravstvenim ustanovama, poput Klinike za infektivne bolesti, Klinike za plućne bolesti (Jordanovac), klinika Opće bolnice "Sveti Duh", Psihijatrijske bolnice "Vrapče" i dr. Nastava općemedicinskih i javno-zdravstvenih predmeta održava se u Školi narodnog zdravlja "Andrija Štampar" (Rockefellerova ul.) i ambulantama opće medicine.

## Nastavna djelatnost
Medicinski fakultet u Zagrebu organizira dodiplomsku i poslijediplomsku nastavu, te nastavu stalnog medicinskog usavršavanja za liječnike.
Područje u kojem se obrazuju studenti u dodiplomskoj nastavi Medicinskog fakulteta jest biomedicina, polje medicine (temeljne, kliničke i javnozdravstvene znanosti). Trajanje integriranog dodiplomskog studija medicine je 12 semestara (6 godina). Obrazovanje na dodiplomskom studiju medicine obuhvaća pet skupina predmeta. To su općeobrazovni predmeti (prirodoslovni predmeti), temeljni medicinski, pretklinički, klinički i javnozdravstveni predmeti. Završetkom dodiplomskog sveučilišnog studija medicine stječe se stručni naziv doktor medicine (dr. med.).
Fakultet ustrojava i izvodi poslijediplomski znanstveni studij, poslijediplomski stručni studij te provodi postupak stjecanja doktorata znanosti izvan doktorskog studija. Poslijediplomski znanstveni studij može upisati osoba koja je završila odgovarajući sveučilišni studij. Poslijediplomski stručni studij može upisati osoba koja je završila odgovarajući sveučilišni dodiplomski studij, odnosno stručni dodiplomski studij u trajanju od najmanje 4 godine.
Stalno medicinsko usavršavanje podrazumijeva sve oblike poslijediplomskog usavršavanja koji se organiziraju na Medicinskom fakultetu izvan redovitih poslijediplomskih studija. Polaznici mogu biti doktori medicine i drugi stručnjaci koji obavljaju djelatnost zdravstvene zaštite.

## Oštećenja u potresu
Dana 22. ožujka 2020. godine, Zagreb su pogodila dva potresa koja su uzrokovala velika oštećenja na zgradama Medicinskog fakulteta. Oštećenja su po cijeloj površini krovišta, zidovi i strop su popucali i dio se raspao. S velike većine zidova i stropa je pala žbuka što znači da je potrebno obnavljati i zidove koji nisu posebno oštećeni, po zgradi su kao mjera zaštite postavljene skele. Zgrade Medicinskog fakulteta su vjerojatno pretrpile najteže oštećenje u odnosu na druge sveučilišne zgrade. Zbog tolikog oštećenja fakultet neće moći normalno funkcionirati i zahtijeva hitne popravke čiji će rezultati ovisiti o mogućnosti fakulteta, izvještajima statičara i troškovniku te vanjskom financiranju. Zbog nepredvidljivosti situacije s epidemijom COVID-19 virusa, najraniji početak obnove i nadoknađivanje se očekuje na ljeto 2020. ako situacija to dopusti.

## Velikani Medicinskog fakulteta
- Allegreti Nikša
- Botteri Albert
- Bubanović Fran
- Čupar Ivo
- Fran Mačković

## Dekani
| - Miroslav Čačković (1917. – 1919.) - Boris Zarnik (1919. – 1920.) - Fran Smetanka (1920. – 1921.) - Fran Bubanović (1921. – 1922.) - Emil Prášek (1922. – 1923.) - Dragutin Mašek (1923. – 1924.) - Miroslav Čačković (1924. – 1925.) - Fran Smetanka (1925. – 1926.) - Karlo Radoničić (1926. – 1927.) - Julije Budisavljević (1927. – 1928.) - Albert Botteri (1928. – 1929.) - Franjo Durst (1929. – 1930.) - Fran Bubanović (1930. – 1931.) - Karlo Radoničić (1931. – 1932.) - Sergej Saltykov (1932. – 1933.) | - Franjo Kogoj (1933. – 1934.) - Ernst Mayerhofer (1934. – 1935.) - Laza Popović (1935. – 1936.) - Ante Šercer (1936. – 1937.) - Božidar Špišić (1937. – 1938.) - Fran Smetanka (1938. – 1939.) - Ivan Hugo Botteri (1939. – 1940.) - Andrija Štampar (1940. – 1941.) - Božidar Špišić (1941. – 1943.) - Ante Šercer (1943. – 1945.) - Branimir Gušić (1945. – 1947.) - Radoslav Lopašić (1947. – 1948.) - Franjo Kogoj (1948. – 1949.) - Ivan Čupar (1949. – 1950.) - Stjepan Vidaković (1950. – 1951.) | - Franjo Kogoj (1951. – 1952.) - Andrija Štampar (1952. – 1957.) - Fran Mihaljević (1957. – 1958.) - Branimir Gušić (1958. – 1960.) - Arpad Hahn (1960. – 1963.) - Josip Fališevac (1963. – 1966.) - Sergije Dogan (1966. – 1970.) - Anton Zimolo (1970. – 1975.) - Zvonimir Krajina (1975. – 1978.) - Mladen Sekso (1978. – 1982.) - Ljubomir Čečuk (1982. – 1985.) - Nijaz Hadžić (1985. – 1989.) - Želimir Jakšić (1989. – 1990.) - Mate Granić (1990. – 1992.) - Ivica Kostović (1992. – 1994.) | - Niko Zurak (1994. – 1997.) - Zvonko Kusić (1997. – 2000.) - Boris Labar (2000. – 2004.) - Nada Čikeš (2004. – 2009.) - Davor Miličić (2009. – 2015.) - Marijan Klarica (2015. – 2021.) - Slavko Orešković (2021. – ) |

## Vanjske poveznice
- Službene web stranice
- Medicinar
- SportMEF
- Studentska sekcija neuroznanosti  Arhivirana inačica izvorne stranice od 13. svibnja 2012. (Wayback Machine)
- Stranica zagrebačkih studenata medicine  Arhivirana inačica izvorne stranice od 3. lipnja 2008. (Wayback Machine)